# 香水园街道
香水园街道是中国北京市延庆区下辖的一个街道。总面积7.45平方公里，辖区内有楼房306栋，街巷16条，共有常住人口1.5万户，4.9万人。

## 行政区划
香水园街道下辖11个居委会：东外社区居委会、川北东社区居委会、川北西社区居委会、高塔社区居委会、恒安社区居委会石、河营东社区居委会、石河营西社区居委会、双路社区居委会、泰安社区居委会、新兴东社区居委会、新兴西社区居委会。

## 经济
地区经济发展以服务业为主，交通便捷，地理位置优秀，根据情况制定合适的经济政策，提供好的服务，经济不断发展，民众生活水平不断提高。

## 社会文化环境
教育较好，购物餐饮娱乐休闲等各种基础设施齐全，环境美丽。为丰富居民的业余文化生活，各社区充分挖掘资源优势，成立了包括太极拳、合唱、舞蹈、书法、花键、抖空竹、腰鼓、风筝等29支文体队伍，组织包括乒乓球比赛、扑克牌比赛、象棋比赛、舞蹈比赛、秧歌比赛、合唱比赛等文体竞赛活动28次，3000余人参加。组织包括春节送春联、正月十五猜灯谜、端午文化节、书法笔会、巧手大比拼等各类文体活动86场，5000余名居民参加。开展“夏日文化广场”演出25场，8000多人次观看了演出。二是建立场地搭建平台。街道建成益民科普图书室3家，文化活动室8个，社区晨晚健身点7处，健身场地4处，租用3处活动室供居民使用。并且在资金非常紧张的情况下，投资100余万元，分别建设了街道文化活动室、双路社区和恒安社区活动站，这三处活动场所共计1000余平米。丰富的活动让居民们每天都心情舒畅、愉悦，促进了家庭的和谐、社区的和谐。开展“唱红色歌曲、跳红色舞蹈、奏红色乐曲、讲红色故事，书写红色诗词，绣红色党旗等13项活动掀起了居民红色之旅高潮，唱响颂党主旋律。游园活动现场，红旗飘飘，到处是一片红色的海洋。先后举办和开展了"魅力香水园暨社区文化节"、"千人书法笔会"、"千人太极拳表演"、 "和谐杯"乒乓球赛、春节文艺汇演等活动，极大的丰富了居民的业余文化生活。近年来，开展各种文体活动180余场次，直接参与居民6000余人次，间接参与8万余人次。还通过和谐社区、和谐家庭、公德人物的评选。